# Ereunetea basifulva
Ereunetea basifulva là một loài bướm đêm trong họ Geometridae.